# Alfenas
Alfenas là một đô thị thuộc bang Minas Gerais, Brasil. Đô thị này có diện tích 848,32 km², dân số năm 2007 là 74505 người, mật độ 91,3 người/km².